# Sant Martí d'Albars
Sant Martí d'Albars (in spagnolo San Martín del Bas) è un comune spagnolo di 134 abitanti situato nella comunità autonoma della Catalogna.